# Kristina Jonäng
Anna Kristina Jonäng, född Hansson 4 juli 1968 i Hålta församling i Göteborgs och Bohus län, är en svensk centerpartistisk politiker.

## Politisk karriär
Kristina Jonäng valdes som första kvinna till förbundsordförande för Centerpartiets Ungdomsförbund 1993. År 1996 efterträddes hon av Magdalena Fransson. Kristina Jonäng var stabschef hos miljöminister Andreas Carlgren under perioden 2006–2008. Underperioden 2010–2022 var hon regionråd för Västra Götalandsregionen och under den senare delen även ordförande i beredningen för tillväxt och utveckling inom Sveriges Kommuner och Regioner.
Jonäng har avlagt masterexamen i offentlig förvaltning och filosofie magisterexamen med  i ekonomisk historia som huvudämne vid Göteborgs universitet. Hon har haft ett antal politiska uppdrag i Västra Götalandsregionen, bland annat som ordförande i miljönämnden under perioden 1999–2006 samt 2014–2018. Hon har varit chefsstrateg vid Centerpartiets Riksorganisation 2008–2010. 2018–2022 var Kristina Jonäng ordförande i regionutvecklingsnämnden. Hon är vice ordförande vid Högskolan Väst.
Kristina Jonäng har tre barn.